# Арапава
Арапава (англ. Arapawa Island) — небольшой остров в северо-восточной части острова Южный (Новая Зеландия). Площадь — около 75 км².

## География
В западной части Арапава омывается заливом Королевы Шарлотты, в южной части находится канал Тори, через который осуществляется морское сообщение между городом Веллингтон, расположенном на острове Северный, и городом Пиктон на острове Южный.
От мыса Перано-Хед на острове Арапава до мыса Теравити Северного острова расстояние 22 км, это самое узкое место пролива Кука.

## История
В 1770 году на Арапаве побывал известный английский путешественник Джеймс Кук, который с холма острова открыл пролив, соединяющий Тихий океан и Тасманово море и названный впоследствии «проливом Кука» Это открытие опровергло распространённое в то время представление о существовании большого южного континента.
В период с конца 1820-х годов до середины 1960-х годов Арапава служил базой для китобоев в регионе, центром которых служил мыс Перано на восточном берегу острова.
На острове обитают уникальные породы свиней, овец и коз, происхождение которых неизвестно. Существует предположение, что их поголовья являются прямыми потомками вымерших английских пород, завезённых на Арапава или Джеймсом Куком, или китобоями.